# Tuy Lai
20°41′3″B 105°44′33″Đ / 20,68417°B 105,7425°Đ
Tuy Lai là một xã thuộc huyện Mỹ Đức, thành phố Hà Nội, Việt Nam.

## Địa lý - Hành chính
Xã nằm cách trung tâm thủ đô Hà Nội khoảng 45 km về phía Tây Nam; phía Bắc giáp xã Thượng Lâm, phía Đông giáp các xã Mỹ Thành và An Mỹ, phía Nam giáp xã Hồng Sơn, phía Tây tiếp giáp huyện Lương Sơn tỉnh Hòa Bình.
Xã hiện có 14 thôn gồm: 
- Thôn Trê
- Thôn Thượng
- Thôn Đồng Mả (Tân Hương)
- Thôn Cầu
- Thôn Bèn
- Thôn Quýt I
- Thôn Quýt II
- Thôn Quýt III
- Thôn Quýt IV
- Thôn Cát
- Thôn Trù
- Thôn Đình Lê
- Thôn Giáp Bốn
- Thôn Khê Bụa

## Thắng cảnh - Du lịch
Xã Tuy Lai nằm ở vùng bán sơn địa. Phía Tây là khu vực đồi núi, đầm, hồ rộng lớn với nhiều dãy núi đẹp.
Quần thể hồ Tuy Lai với diện tích hàng trăm ha, đan xen với những quả núi đá vôi nằm giữa lòng hồ. Nơi đây hợp với hồ Quan Sơn phía nam được coi là Vịnh Hạ Long thu nhỏ. Nơi đây có tiềm năng rất lớn về du lịch. Đặc biệt phong cảnh nơi đây vẫn giữ được nét hoang sơ.